# Himalayaspecht
De Himalayaspecht (Dendrocopos himalayensis) is een vogel uit de familie Picidae (Spechten).

## Verspreiding en leefgebied
Deze soort komt voor van noordoostelijk Afghanistan tot westelijk Nepal en telt twee ondersoorten:
- D. h. albescens: noordoostelijk Afghanistan, noordelijk Pakistan en noordelijk India.
- D. h. himalayensis: van Kashmir tot Nepal.